# Théodore Sossaminou
Théodore Sossaminou (* 1. Juni 1975 in Abomey) ist ein beninischer Fußballspieler. Seine Stammposition ist Abwehr.

## Karriere

### Verein
Laut der Online-Datenbank national-football-teams.com spielte Sossaminou Anfang der 1990er Jahre wenigstens eine Saison für Caïmans du Zou.

### Nationalmannschaft
In den Jahren 1992 und 1993 stand der Abwehrspieler für mindestens fünf Partien, alles Qualifikationsspiele zur Fußballweltmeisterschaft 1994, für die beninische Fußballnationalmannschaft auf dem Platz.